# فرنسيسكو أدولفو كابريرا
فرنسيسكو أدولفو كابريرا (بالإسبانية: Francisco Cabrera)‏ هو سياسي أرجنتيني، ولد في 16 أغسطس 1955 بمندوزا في الأرجنتين. حزبياً، نشط في اقتراح جمهوري. وقد انتخب وزير Ministry of Productive Development ‏ (10 ديسمبر 2015 – 16 يونيو 2018).